# Пробіл
Пробíл — незаповнене місце між словами, рядками і т. ін. у друкованому тексті. У комп'ютерній термінології пропуск — незаповнене нічим місце між буквами або буквами та іншими знаками. Деякі вважають, що термін пробіл є калькою рос. пробел, в українській мові небажаний до вжитку.
У типографії «вставити пропуск» означає «вставити клинець між двома словами». При натисканні на клинець, він розширювався і затискав набране слово, фіксуючи його. Регулюючи глибину натискання на машині, можна регулювати й ширину між словами, т. зв. «рівень білого (незаповненого паперу) в тексті», що називається вирівнюванням (слів у рядку).
У комп'ютерному кодуванні символів існує звичайний пропуск загального призначення (символ Unicode U+0020), його ширина залежить від шрифту. Окрім цього існують пропуски з визначеною шириною. Таблицю з різними символами пропусків можна переглянути в статті Пробільні символи.
- U+200B  ZERO WIDTH SPACE (HTML &#8203;)[4] ZWSP
- U+200C  ZERO WIDTH NON-JOINER (HTML &#8204;⧼dot-separator⧽ &zwnj;) ZWNJ
- U+2061  FUNCTION APPLICATION (HTML &#8289;) ƒ( )
- U+2062  INVISIBLE TIMES (HTML &#8290;)  ×
- U+2063  INVISIBLE SEPARATOR (HTML &#8291;)  ,  (&InvisibleComma;)
- U+2064  INVISIBLE PLUS (HTML &#8292;)  +
- U+200A   HAIR SPACE (HTML &#8202;)
- U+2009   THIN SPACE (HTML &#8201;⧼dot-separator⧽ &thinsp;⧼dot-separator⧽ the LaTeX thin space is a no-break space)
- U+2006   SIX-PER-EM SPACE (HTML &#8198;)
- U+2005   FOUR-PER-EM SPACE (HTML &#8197;)
- U+2004   THREE-PER-EM SPACE (HTML &#8196;)
- U+2008   PUNCTUATION SPACE (HTML &#8200;)
- U+0020   SPACE (HTML &#32;) ␠
- U+2000   EN QUAD (HTML &#8192;)
- U+2002   EN SPACE (HTML &#8194;⧼dot-separator⧽ &ensp;)
- U+2003   EM SPACE (HTML &#8195;⧼dot-separator⧽ &emsp;)
- U+2001   EM QUAD (HTML &#8193;)
- U+0009 <control-0009>  (HTML &#9;⧼dot-separator⧽ character Tabulation TAB ␉ , Horizontal Tab Tab ↹)
- U+000B <control-000B>  (HTML &#11;⧼dot-separator⧽ Vertical Tab) VT ␋
- U+2029  PARAGRAPH SEPARATOR (HTML &#8233;)  P
  SEP

Нерозривний пропуск U+00A0   NO-BREAK SPACE (HTML &#160;⧼dot-separator⧽ &nbsp;) — елемент комп'ютерного кодування текстів. Відбивається всередині рядка як звичайний пропуск, але не дозволяє програмам верстки і друку розірвати в цьому місці рядок. Використовується для автоматизації верстки, правила якої наказують уникати розриву рядків у відомих випадках.
Спеціальний клиноподібний набірний елемент у типографському наборі, що слугує для утворення пропусків (а також абзаців, розрядки), називають шпацією. У набірних автоматах (напр. Linotype) шпаціями вирівнюють слова в рядку («регулюють рівень білого в тексті»).

## Правила встановлення пропусків
Згідно з правилами українського правопису[джерело?], пропуск ставлять:
1. Між словами;
2. Перед і після тире;
3. Між групами в три цифри в багатозначних числах;
4. Між цифрами для позначення суми і знаком валюти (наприклад, 500 $);
5. Між символом № і цифрами.

Пропуск не ставлять:
1. Перед крапкою, комою, знаком оклику й знаком питання;
2. Перед дефісом і після нього;
3. Між дужками і текстом чи цифрами в них;
4. У складених номерах між цифровим і літерним позначенням (наприклад, 16а).